# Пам'ятник воїнам, загиблим в Афганістані (Прилуки)

Пам'ятник воїнам, загиблим в Афганістані, Прилуки

Прилуцький пам'ятник воїнам, загиблим в Афганістані — пам'ятник у районному центрі Чернігівської області місті Прилуках на відзначення воїнів Армії СРСР-прилучан (жителів міста і Прилуччини), які брали участь і загинули у Радянсько-Афганській війні (1979—89).

## Загальні дані
Пам'ятник розташований у Центральному міському сквері на Центральній площі.

Фрагмент пам'ятника

Був відкритий 6 травня 1995 року.
Автор — прилуцький архітектор П. Г. Бережний.

## Опис
Прилуцький пам'ятник воїнам, загиблим в Афганістані являє собою квадратну в плані каплицю на чотирьох арках, яку вінчає чотиригранний купол з хрестом. Під склепінням міститься дзвін.
У нижній частині пам'ятника розміщена гранітна стела з написом:
Вони загинули на війні в Афганістані 1979—1989 рр. Пам'ять про них буде жити вічно!.
Далі цей напис доповнений прізвищами 18 прилучан, загиблих у Афганській війні.

## Джерело
- Пам'ятник воїнам, загиблим в Афганістані // Прилуччина: Енциклопедичний довідник, Ніжин: «Аспект-Поліграф», 2007, — с. 322—323